# 曽屋神社
曽屋神社（曾屋神社、そやじんじゃ）とは、神奈川県秦野市曽屋（そや）にある神社。現在でも旧字体の表記も多く使われる。
貴重な湧水地であった当地に、「水を司る神様」を祭ったのが創始とされる。新編相模国風土記稿には、「井之明神(いのみょうじん)社祭神詳らかならず、神体石二個を置き、例祭九月九日、社領三石五斗の御朱印を賜る。老杉（円一丈二尺余り）を御神木とす。幣殿・拝殿・神楽殿建てり。末社、稲荷・浅間・毘沙門・三峰」と記されている。

## 沿革
- 天長年間（824年-834年） - 創始とされる。
- 1591年（天正19年） - 社領三石五斗の御朱印を賜る[5]。
- 1625年（寛永2年） - 御朱印を紛失する[6][5]。
- 1649年（慶安2年） - 再賜を願うが賜らず[6][5]。

- 1723年（享保8年）
  - 2月8日 - 「井之大明神（いのだいみょうじん）」と称し神祇管領匂當長上従二位・卜部朝臣兼敬より正一位を奉授される[4]。
  - 月日不明 - 曽屋で疫病が流行し、数百人が感染。「境内の清泉の水を使わず氏子が井戸を掘ったことが明神の怒りにふれた」とお告げがあり、境内から曽屋村内に用水路を引く[7][8]。
- 1743年（寛保3年）11月20日 - 社殿再建[6]。
- 1773年（安永2年） - 片町にて清酒製造業を始めるにあたり[9]、例祭に清酒を奉納する約束で境内の湧水から約1kmを竹管で導水する[7]。
- 1873年（明治6年）7月30日[1][4][6]
  - 明治5年の神社合祀の太政官布告を受けて一村一社の鎮守とすべく[10]、井之明神社に曾屋村内鎮座の
    - 加羅古神社（上乳牛鎮座）
    - 八幡神社（下乳牛鎮座）
    - 熊野神社（才ヶ分鎮座）
    - 加茂神社（山谷鎮座）
    - 白山神社（中野鎮座）
    - 牛頭天王社（御門鎮座、後に分祀）

を合祀し、曾屋の村名を冠し「曾屋神社」と改称。
  - 郷社に列する。
- 1889年（明治22年）4月 - 曽屋村が合併し秦野町が成立。
- 1890年（明治23年） - 境内の湧水を水源の一つとして曽屋水道竣工。
- 1921年（大正10年）7月5日 - 神奈川県告示第二百二十号を以って神饌幣帛供進の神社に指定された。
- 1934年（昭和9年）9月 - 社殿新築[6]。
- 1953年（昭和28年）6月1日 - 境内に「秦野護国神社」創立[11]。西南戦争から第二次世界大戦までの秦野町出身の英霊を祀る[12]。
- 1976年（昭和51年）5月8日 - 牛頭天王社を分祀[11]、同年9月に八坂神社（当時・元町2899-2、現・本町3-12-8）に復帰創立[11][13]。
- 1986年（昭和61年）6月23日 - 神奈川県神社庁献幣使参向神社に指定された。

## 祭神
- 水波能売命・御井神
- 伊弉那美命（熊野神社祭神）
- 誉田別命（八幡神社祭神）
- 事代主命（加羅古神社祭神）
- 加茂別雷命（加茂神社祭神）
- 菊理比売命（白山神社祭神）

## 境内
- 御神水・井之明神水
- 妹背石（夫婦石）

境内社
- 秦野護国神社
- 井の宮正一位稲荷大明神
- 神明神社

## 祭事
- 1月1日 - 元旦祭
- 2月11日 - 建国祭
- 2月17日 - 祈年祭
- 6月30日 - 大祓
- 7月10日 - 例大祭（本殿祭）
- 7月下旬土曜日 - 例大祭（神幸祭）
- 11月23日 - 新穀感謝祭
- 12月31日 - 大祓

---
- 毎月10日 - 月次祭(つきなみさい)